# Chaumont-sur-Aire
Chaumont-sur-Aire – miejscowość i gmina we Francji, w regionie Grand Est, w departamencie Moza.
Według danych na rok 1990 gminę zamieszkiwało 151 osób, a gęstość zaludnienia wynosiła 15 osób/km² (wśród 2335 gmin Lotaryngii Chaumont-sur-Aire plasuje się na 894. miejscu pod względem liczby ludności, natomiast pod względem powierzchni na miejscu 601.).